# Abschnittsbefestigung Arzberg
Die Abschnittsbefestigung Arzberg ist eine abgegangene vor- und frühgeschichtliche Abschnittsburg auf dem westlichen Arzberg bei Beilngries im Landkreis Eichstätt in Bayern. Es ist fraglich, ob diese Abschnittsbefestigung tatsächlich existiert, da im Bayernatlas an dem angegebenen Ort nur eine „Wirtschaftsgrenze des Mittelalters oder der Neuzeit“ unter der Aktennummer D-1-6935-0015 im Bayernatlas eingezeichnet ist.
Von der ehemaligen Höhenburganlage, etwa 1150 bis 1450 Meter nordnordwestlich der Kirche St. Vitus Kottingwörth, sind noch ein 200 Meter langer Wall und Grabenreste erhalten. 